# Willem Horselenberg
Willem Horselenberg (Rotterdam, 29 januari 1881 - Zeist, 3 juli 1961) was een Nederlandse kunstschilder. Zijn officiële naam was Wouterus Lourens Horselenberg.

## Biografie
In zijn jonge jaren werkte Horselenberg op het atelier voor toneel-decoratie van Poutsma te Rotterdam. In deze artistieke omgeving werkte hij o.a. met schilders als Herman Heijenbrock en kon hij een basis leggen voor zijn artistieke ontwikkeling. Nadat het atelier van Poutsma werd opgeheven ging Horselenberg werken als huisschilder en werd hij in zijn vrije tijd een amateurkunstschilder.
Horselenberg was lid van de Schildersgezellenbond en heeft ook werken van hem tentoongesteld op een tentoonstelling in Den Haag georganiseerd door deze bond.
Hij schilderde vooral landschappen, stadsgezichten, verstilde riviergezichten en havengezichten in een laat-impressionistische stijl. Hij was werkzaam in Rotterdam en Dordrecht in de periode 1896-1940 waar de haven en de binnenhavens een bron van inspiratie waren.